# Пакури (Прахова)
Пакури (рум. Păcuri) насеље је у Румунији у округу Прахова у општини Сурани. Oпштина се налази на надморској висини од 496 m.

## Становништво
Према подацима из 2002. године у насељу је живело 127 становника, од којих су сви румунске националности.